# لاجاني (أرومية)
لاجاني (بالكردية: لاجانی) هي إحدى القرى التابعة لـمرغور في ريف قسم سيلوانه من مقاطعة أرومية، في محافظة أذربیجان الغربیة الإيرانية.

## السكان
حسب إحصاءات سنة 2006، بلغ إجمالي السكان في لاجاني 241 نسمة وعدد المساكن 47 مسكن. لغة سكان لاجاني هي اللغة الكردية و هم من أهل السنة والجماعة والمذهب الشافعي.